# Vuelta a Núremberg
La Vuelta a Núremberg (oficialmente: Rund um die Nürnberger Altstadt) es una carrera ciclista de un día que se disputa en Núremberg (Baviera, Alemania), en el mes de septiembre.
Se disputa desde 1991. Desde la creación de los Circuitos Continentales UCI en 2005 hasta el 2009, perteneció a l UCI Europe Tour, dentro de la categoría 1.1, hasta que descendió a la categoría amateur en 2010 en la que redujo considerablemente su kilometraje desde los 120 km hasta los 60 km aproximadamente.

## Vuelta a Nuremberg femenina
Desde el 1997 hasta el 2010 también se disputó edición femenina, con el mismo nombre oficial que su homónima masculina, de hecho se disputaban el mismo día.
En principio fue de categoría 1.9.2 (última categoría del profesionalismo) y desde el 2003 hasta el 2009 perteneció a la Copa del Mundo femenina, ya en su última edición (en 2010) fue amateur.
Tuvo entre 50 y 130 km de trazado y similares características que su homónima masculina.

## Palmarés
En amarillo, edición amateur.

### Masculino
| Año  | Ganador             | Segundo          | Tercero              |
| ---- | ------------------- | ---------------- | -------------------- |
| 1991 | Stephan Gottschling |                  |                      |
| 1992 | Bert Dietz          |                  |                      |
| 1993 | Steffen Rein        |                  |                      |
| 1994 | Andreas Walzer      |                  |                      |
| 1995 | Fabio Baldato       | Bo Hamburger     | Klaus Diewald        |
| 1996 | Jan Schaffrath      | Olaf Ludwig      | Matthew White        |
| 1997 | Mikael Kyneb        | Thomas Liese     | Ivan Quaranta        |
| 1998 | Jan Ullrich         | Klaus Diewald    | Thomas Liese         |
| 1999 | Jens Zemke          | Artur Babaitsev  | Timo Scholz          |
| 2000 | Raphael Schweda     | Thomas Liese     | Jan Schaffrath       |
| 2001 | Olaf Pollack        | Erik Zabel       | Josef Lontscharitsch |
| 2002 | Erik Zabel          | Olaf Pollack     | Steffen Radochla     |
| 2003 | Kai Hundertmarck    | Robert Förster   | Jochen Summer        |
| 2004 | Sebastian Siedler   | David Kopp       | André Korff          |
| 2005 | Ronny Scholz        | Raffaele Ferrara | Ján Valach           |
| 2006 | Gerald Ciolek       | Tilo Schüler     | Harald Morschet      |
| 2007 | Fabian Wegmann      | Olaf Pollack     | Sven Krauss          |
| 2008 | André Greipel       | Jure Kocjan      | Steffen Radochla     |
| 2009 | Francesco Gavazzi   | Felix Rinker     | Nils Plötner         |
| 2010 | Eric Baumann        | David Jesse      | Philipp Mamos        |
| 2011 | Helmut Trettwer     | Leif Lampater    | Alexander Krieger    |
| 2012 | Andreas Schillinger | Stefan Schäfer   | Theo Reinhardt       |

### Femenino
| Año  | Ganador           | Segundo              | Tercero              |
| ---- | ----------------- | -------------------- | -------------------- |
| 1997 | Barbara Heeb      | Vera Hohlfeld        | Rikke Sandhöj-Olsen  |
| 1998 | Barbara Heeb      | Svetlana Guiguileva  | Viola Paulitz-Müller |
| 1999 | Vera Hohlfeld     | Kim Shirley          | Mandy Hampel         |
| 2000 | Regina Schleicher | Tanja Hennes-Schmidt | Jacinta Coleman      |
| 2001 | Jenny Algelid     | Hanka Kupfernagel    | Regina Schleicher    |
| 2002 | Jenny Algelid     | Petra Rossner        | Judith Arndt         |
| 2003 | Diana Žiliūtė     | Regina Schleicher    | Arenda Grimberg      |
| 2004 | Petra Rossner     | Angela Brodtka       | Oenone Wood          |
| 2005 | Giorgia Bronzini  | Rochelle Gilmore     | Oenone Wood          |
| 2006 | Regina Schleicher | Ina-Yoko Teutenberg  | Giorgia Bronzini     |
| 2007 | Marianne Vos      | Ina-Yoko Teutenberg  | Regina Schleicher    |
| 2008 | Judith Arndt      | Monica Holler        | Kirsten Wild         |
| 2009 | Kirsten Wild      | Rochelle Gilmore     | Ina-Yoko Teutenberg  |
| 2010 | Trixi Worrack     | Hanka Kupfernagel    | Luise Keller         |

## Palmarés por países
| País      | Victorias |
| --------- | --------- |
| Alemania  | 19        |
| Italia    | 2         |
| Dinamarca | 1         |

| País         | Victorias |
| ------------ | --------- |
| Alemania     | 6         |
| Suecia       | 2         |
| Países Bajos | 2         |
| Suiza        | 2         |
| Lituania     | 1         |
| Italia       | 1         |